# Gemma Oaten
Gemma Oaten (8 de mayo de 1984) es una actriz británica, más conocida por haber interpretado a Rachel Breckle en la serie Emmerdale Farm.

## Biografía
Sufrió de anorexia durante su adolescencia.
Es muy buena amiga de la actriz Alicia Eyo.
Salió por cinco meses con Andy Barnes, pero la relación terminó en abril de 2015.

## Carrera
Es una cantante mezzo-soprano.
En 2011 apareció como invitado en la serie médica Doctors, donde interpretó a Sam Doyle. El 19 de julio del mismo año, se unió al elenco principal de la serie Emmerdale Farm, donde interpretó a Rachel Breckle hasta el 16 de enero de 2014. En 2015 regresó a la serie y desde entonces aparece. En mayo de 2015 se anunció que dejaría la serie más tarde ese mismo año.
En el 2017 apareció como invitada en la serie médica Holby City donde interpretó a la enfermera Sydney Somers, en febrero del 2018 se anunció que regresaría nuevamente a la serie.

## Filmografía

### Series de televisión
| Año                   | Título         | Personaje      | Notas         |
| --------------------- | -------------- | -------------- | ------------- |
| 2017, 2018 - presente | Holby City     | Sydney Somers  | 2 episodios   |
| 2011 - 2014, 2015     | Emmerdale Farm | Rachel Breckle | 338 episodios |
| 2011                  | Doctors        | Sam Doyle      | 2 episodios   |

### Teatro
| Año  | Obra  | Notas |
| ---- | ----- | ----- |
| 1995 | Evita | -     |

## Premios y nominaciones
| Año  | Categoría     | Premio             | Serie          | Resultado |
| ---- | ------------- | ------------------ | -------------- | --------- |
| 2012 | Best Newcomer | British Soap Award | Emmerdale Farm | Nominada  |
| 2012 | Best Newcomer | Inside Soap Award  | Emmerdale Farm | Nominada  |
| 2012 | Best Newcomer | TV Choice Award    | Emmerdale Farm | Nominada  |